# 傑夫·哈斯勒
傑夫·哈斯勒（英語：Jeff Hassler；1991年8月21日—）是一位加拿大橄欖球運動員。他是加拿大國家橄欖球隊的一員。